# Actinia
Genre
Actinia est un genre d'anémones de mer de la famille des Actiniidae.

## Étymologie
Le mot actinia est dérivé du grec ancien ἀκτίς / aktís, « rayon », en référence à la forme en étoile rayonnante de ces animaux.

## Liste des espèces
Selon World Register of Marine Species (13 juillet 2015) :
- Actinia annulata Gay, 1854
- Actinia aster Ellis, 1768
- Actinia australiensis Carlgren, 1950
- Actinia bermudensis (McMurrich, 1889)
- Actinia candida Müller, 1776
- Actinia capillata Gay, 1854
- Actinia cari Delle Chiaje, 1822
- Actinia cinerea Gay, 1854
- Actinia cleopatrae Hemprich & Ehrenberg in Ehrenberg, 1834
- Actinia curta Drayton in Dana, 1846
- Actinia delicatula (Hertwig, 1888)
- Actinia equina (Linnaeus, 1758) — Actinie rouge, Tomate de mer, Actinie chevaline, Actinie commune ou Cubasseau
- Actinia fiscella Müller, 1789
- Actinia fragacea Tugwell, 1856 — Anémone fraise, Actinie fraise
- Actinia gelatinosa Moseley, 1877
- Actinia gemma Drayton in Dana, 1846
- Actinia gracilis Hemprich & Ehrenberg in Ehrenberg, 1834
- Actinia graminea Drayton in Dana, 1846
- Actinia grobbeni Watzl, 1922
- Actinia kraemeri Pax, 1914
- Actinia mamillaris Quoy & Gaimard, 1833
- Actinia multicolor Stimpson, 1856
- Actinia nigropunctata den Hartog & Ocaña, 2003
- Actinia ostraearum Gay, 1854
- Actinia papuana Quoy & Gaimard, 1833
- Actinia phaeochira (Schmarda, 1852)
- Actinia prasina Gosse, 1860
- Actinia pusilla Swartz, 1788
- Actinia rosula Ehrenberg, 1834
- Actinia rufa Müller, 1776
- Actinia sali Monteiro, Sole-Cava & Thorpe, 1997
- Actinia sanguineopunctata Templeton, 1841
- Actinia schmidti Monteiro, Sole-Cava & Thorpe, 1997 — Anémone rouge de Méditerranée
- Actinia simplex Ehrenberg, 1834
- Actinia striata Quoy & Gaimard, 1833
- Actinia strigata Quoy & Gaimard, 1833
- Actinia tabella Drayton in Dana, 1846
- Actinia taeniata Gay, 1854
- Actinia tenebrosa Farquhar, 1898
- Actinia tongana Quoy & Gaimard, 1833
- Actinia virgata Johnson, 1861

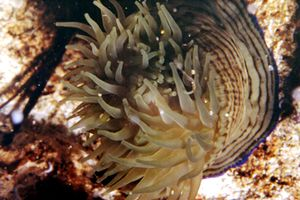
Actinia cari
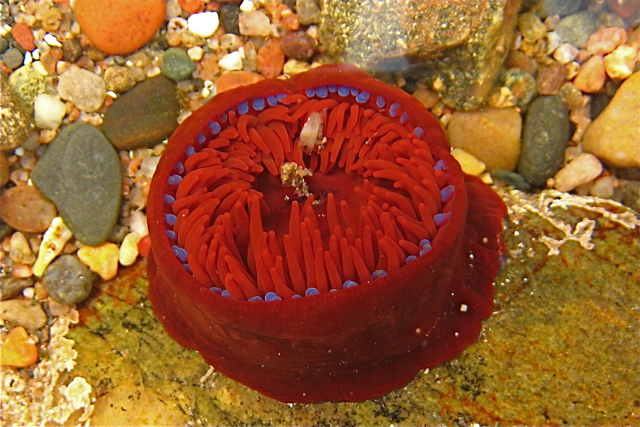
Actinia equina
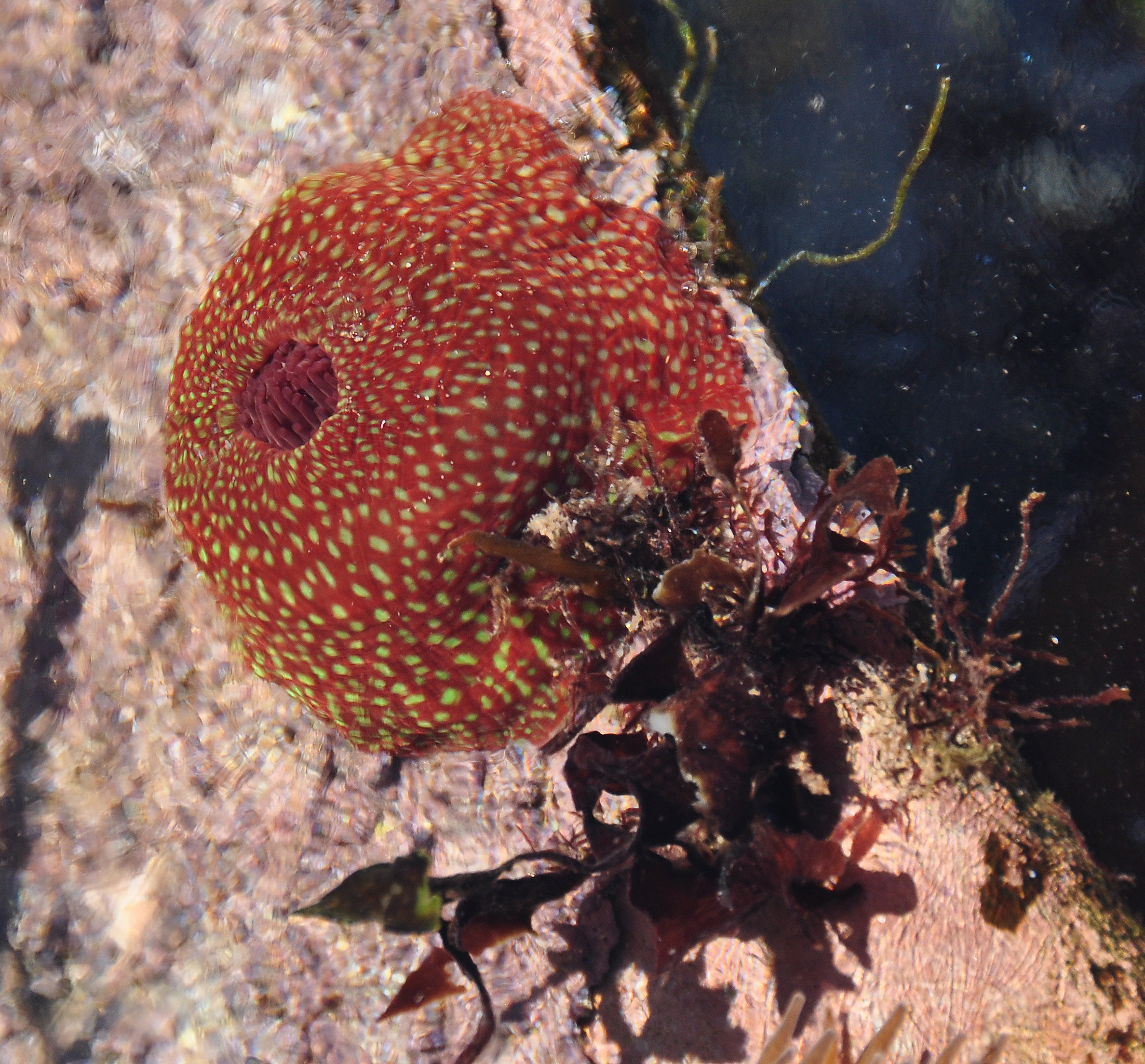
Actinia fragacea
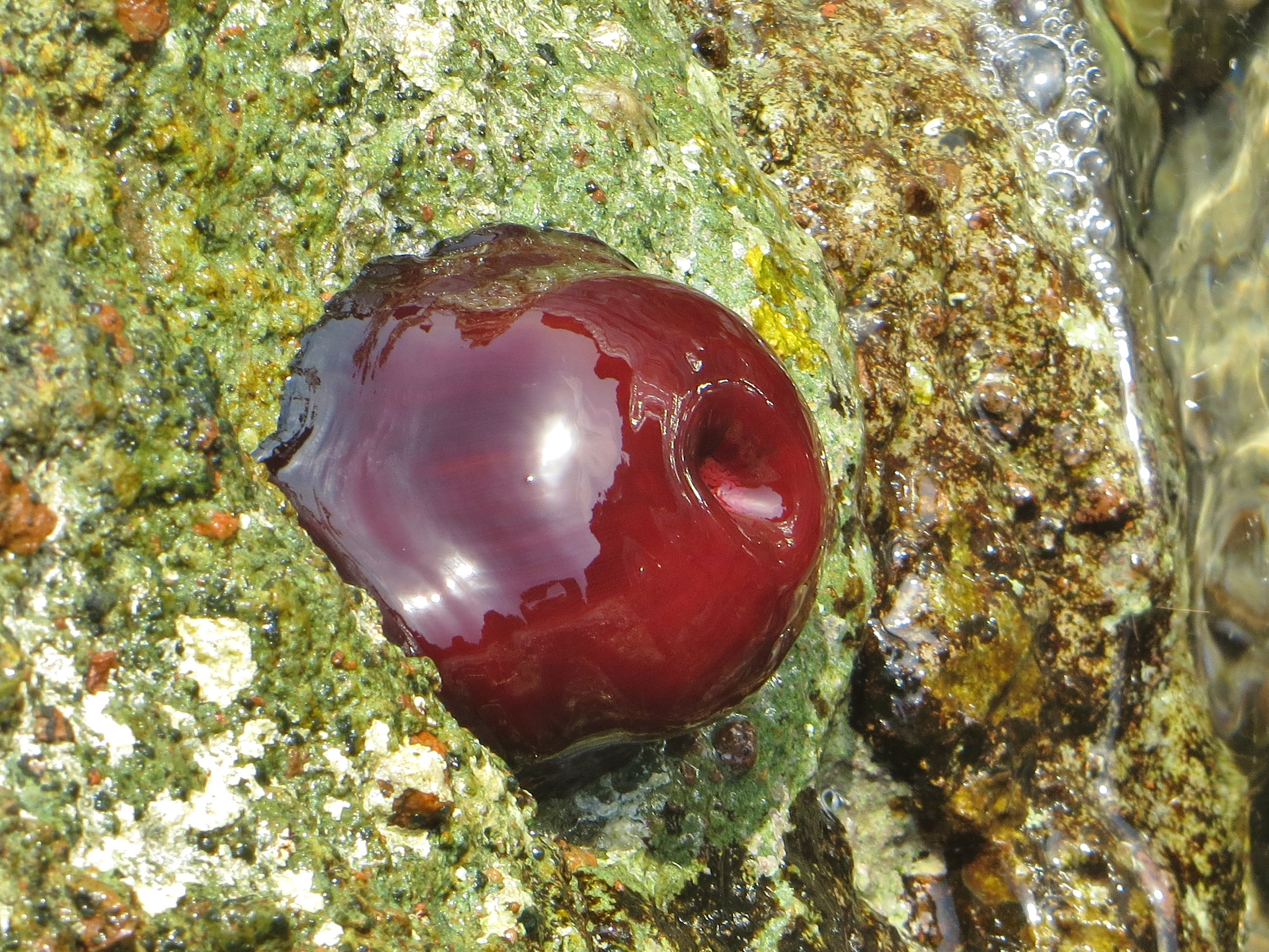
Actinia schmidti
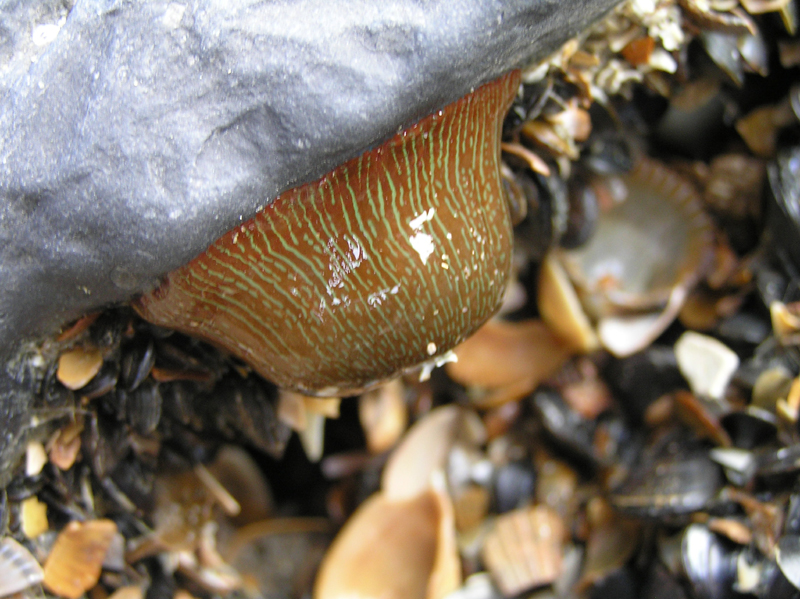
Actinia striata
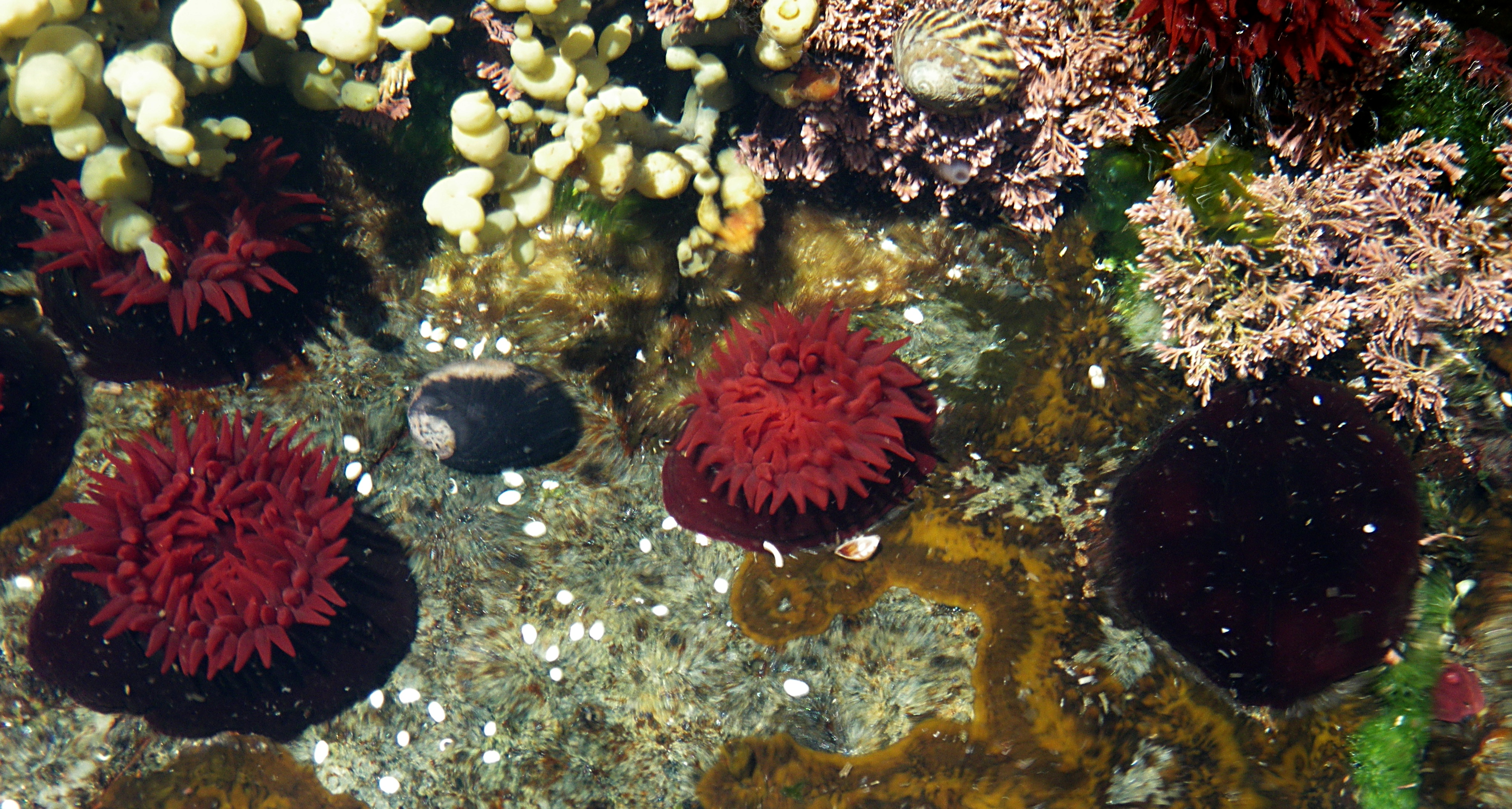
Actinia tenebrosa